# مارگارت کوالی
سارا مارگارت کوالی (انگلیسی: Sarah Margaret Qualley؛ زادهٔ ۲۳ اکتبر ۱۹۹۴) بازیگر آمریکایی است. او به واسطهٔ حضور مادرش، اندی مک‌داول در عرصهٔ بازیگری، در کودکی با حضور در کلاس‌های رقص باله به عنوان یک بالرین آموزش دید و مدت کوتاهی حرفهٔ مدلینگ را دنبال کرد. او نخستین بار با بازی در نقش کوتاه فیلم درام پالو آلتو (۲۰۱۳) مقابل دوربین رفت و اندکی بعد به دلیل بازی در نقش نوجوانی مشکل‌دار در مجموعهٔ درام بازماندگان (۲۰۱۴–۲۰۱۷) از شبکهٔ اچ‌بی‌او به شهرت رسید.
کوالی برای به تصویر کشیدن بازیگر و رقصنده، ان راینکینگ، در مینی‌سریال زندگی‌نامه‌ای فاسی/وردون (۲۰۱۹) در اف‌ایکس مورد تحسین قرار گرفت و نامزد دریافت جایزهٔ امی ساعات پربیننده شد. او در فیلم‌های مردان خوب (۲۰۱۶)، دفتر مرگ (۲۰۱۷) و روزی روزگاری در هالیوود (۲۰۱۹) حضور داشته و نیز صداپیشهٔ بازی ویدئویی دث استرندینگ (۲۰۱۹) بوده است. او در سال ۲۰۲۱ برای بازی در نقش اصلی مینی‌سریال خدمتکار از نتفلیکس مورد تحسین قرار گرفت. او از آن زمان در فیلم‌های یورگوس لانتیموس یعنی بیچارگان (۲۰۲۳) و انواع مهربانی (۲۰۲۴) حضور داشته و برای بازی در فیلم وحشت جسمی ماده (۲۰۲۴) نامزد جایزه گلدن گلوب بهترین بازیگر نقش مکمل زن شد.

## اوایل زندگی
سارا مارگارت کوالی در کلسپل، مونتانا به دنیا آمد. والدین او، اندی مک‌داول، بازیگر و مدل، و پل کوالی، مدل سابق، هستند. مارگارت یک برادر بزرگتر به نام جاستین و یک خواهر بزرگتر به نام رینی کوالی که بازیگر و خواننده است دارد. این خواهر و برادر از طریق مادرشان دارای اصل و نسب اسکاتلندی هستند. آنها در مزرعه ای در میزولا، مونتانا زندگی می‌کردند و زمانی که مارگارت چهار ساله بود به حومه بیلتمور فریست در اشویل، کارولینای شمالی نقل مکان کردند. پدر و مادر مارگارت زمانی که او پنج ساله بود از هم جدا شدند و او زمان خود را به‌طور مساوی بین آنها تقسیم کرد. برای سال‌های متمادی پدر و مادرش فقط ۳ مایل (۵ کیلومتر) از هم فاصله داشتند. خانه خانوادگی او با مک‌داول در کارولینای شمالی است و آن‌ها خانوادهٔ گسترده‌ای در این نزدیکی دارند.
مارگارت و خواهرش در نوجوانی در اشویل بزرگ شدند و در رویداد مد Bal des débutantes در پاریس شرکت کردند. کوالی در ۱۴ سالگی خانه را ترک کرد و در مدرسه هنرهای کارولینای شمالی که در آن‌جا رقص را خوانده بود، حضور پیدا کرد. او به عنوان رقصنده باله آموزش دید، در تئاتر باله آمریکا شاگردی کرد و در مدرسه حرفه‌ای کودکان نیویورک تحصیل کرد. با این حال، در ۱۶ سالگی، پس از دریافت پیشنهاد برای شاگرد شدن در شرکت تئاتر رقص کارولینای شمالی، تصمیم گرفت رقص را کنار بگذارد. او برای ماندن در نیویورک کار مدلینگ را آغاز کرد. او دربارهٔ آن زمان می‌گوید: «به مادرم نوشتم که 'ببین، فکر نمی‌کنم دیگر رقصنده شوم، بنابراین می‌خواهم باله را رها کنم و اینجا بمانم. هفته آینده این و این درآمد را خواهم داشت.' من آن را به گونه‌ای مطرح کردم که او نمی‌توانست نه بگوید، زیرا بسیار منظم بودم.» کوالی بعداً تمرکز خود را به بازیگری تغییر داد و در برنامه تابستانی آکادمی سلطنتی هنرهای دراماتیک شرکت کرد. او در دانشگاه نیویورک تحصیل کرد، اما پس از یک ترم برای نقش‌های بازیگری آن را ترک کرد.

## زندگی شخصی
تا نوامبر ۲۰۱۹، کوالی در نیویورک زندگی می‌کرد. کوالی با خواهرش رینی کوالی قبلاً در لس آنجلس زندگی می‌کرد. او خواهرش را «محبوب من، بهترین دوست من در تمام جهان» توصیف کرد.
کوالی در سال ۲۰۱۹ برای مدت کوتاهی با پیت دیویدسون در رابطه بود. او در سال ۲۰۲۰ با شایا لباف پس از هم‌بازی شدن در موزیک ویدیوی خواهرش وارد رابطه شد. رابطهٔ کوالی و لباف در ژانویه ۲۰۲۱ پس از اینکه لباف سوژهٔ چندین جنجال شامل دعوای حقوقی به اتهام ارتباط جنسی بدون رضایت و تعرض به دوست دختر سابقش، اف‌کی‌ای توئیگز، شد به پایان رسید. در سپتامبر ۲۰۲۱، کوالی به هارپرز بازار گفت که ادعاهای اف‌کی‌ای توئیگز را باور دارد.
کوالی در ۱۹ اوت ۲۰۲۳ با موسیقی‌دان جک آنتونوف ازدواج کرد.
او موضوع ترانهٔ سال ۲۰۲۳ «مارگارت» به خوانندگی لانا دل ری و بلیچرز است که در آلبوم دل ری به‌نام میدونستی که زیر بلوار اقیانوس تونلی هست قرار دارد.

## فیلم‌شناسی

### فیلم
| سال  | عنوان                   | نقش                        | توضیحات                  | منابع         |
| ---- | ----------------------- | -------------------------- | ------------------------ | ------------- |
| ۲۰۱۳ | پالو آلتو               | راکوئل                     |                          | [ ۲۶ ]        |
| ۲۰۱۶ | مردان خوب               | آملیا کوتنر                |                          | [ ۲۷ ]        |
| ۲۰۱۷ | شاگردی                  | کاتلین هریس                |                          | [ ۲۸ ]        |
| ۲۰۱۷ | ناپدید شدن سیدنی هال    | الکساندرا                  |                          | [ ۲۹ ]        |
| ۲۰۱۷ | دفتر مرگ                | میا ساتن                   |                          | [ ۳۰ ]        |
| ۲۰۱۸ | دانی‌بروک                | دلیا آنگوس                 |                          | [ ۳۱ ]        |
| ۲۰۱۹ | آیو                     | سامانتا «سم» والدن         |                          | [ ۳۲ ]        |
| ۲۰۱۹ | پسر بومی                | مری دالتون                 |                          |               |
| ۲۰۱۹ | آدام                    | کیسی فریمن                 |                          | [ ۳۳ ]        |
| ۲۰۱۹ | روزی روزگاری در هالیوود | «پوسی‌کت»                   |                          | [ ۳۴ ]        |
| ۲۰۱۹ | عجیب اما واقعی          | ملیسا مودی                 |                          | [ ۳۵ ]        |
| ۲۰۱۹ | سیبرگ                   | لینت سولومون               |                          | [ ۳۶ ]        |
| ۲۰۲۰ | سال سلینجر من           | جوانا راکف                 |                          | [ ۳۷ ]        |
| ۲۰۲۲ | ستاره‌ها هنگام ظهر       | تریش جانسون                |                          | [ ۳۸ ]        |
| ۲۰۲۲ | حریم                    | ربکا                       | همچنین مدیر اجرایی تولید | [ ۳۹ ] [ ۴۰ ] |
| ۲۰۲۳ | بیچارگان                | فلیسیتی                    |                          | [ ۴۱ ]        |
| ۲۰۲۴ | دختران فراری            | جیمی دابز                  |                          | [ ۴۲ ]        |
| ۲۰۲۴ | انواع مهربانی           | ویوین / مارتا / روث / ربکا |                          | [ ۴۳ ]        |
| ۲۰۲۴ | ماده                    | سو                         |                          | [ ۴۴ ]        |
| ۲۰۲۵ | ماه آبی                 | الیزابت ویلند              |                          | [ ۴۵ ]        |
| ۲۰۲۵ | نکن عزیزم!              | هانی اودوناهو              |                          | [ ۴۶ ]        |
| ۲۰۲۵ | هپی گیلمور ۲            |                            |                          | [ ۴۷ ]        |
| TBA  | Huntington              | TBA                        |                          | [ ۴۸ ]        |

### مجموعه‌های تلویزیونی
| سال       | عنوان                              | نقش                   | یادداشت‌ها           |
| --------- | ---------------------------------- | --------------------- | ------------------- |
| ۲۰۱۴–۲۰۱۷ | بازماندگان                         | جیل گاروی             | نقش اصلی (۲۲ قسمت)  |
| ۲۰۱۸      | Asesinato en el Hormiguero Express | خودش                  | ویژه تلویزیون       |
| ۲۰۱۹      | فاسی/وردون                         | ان راینکینگ           | مینی‌سریال (۵ قسمت)  |
| ۲۰۲۱      | خدمتکار                            | الکساندرا «الکس» راسل | مینی‌سریال (۱۰ قسمت) |

### بازی‌های ویدئویی
| سال  | عنوان        | صداپیشه     | یادداشت‌ها       |
| ---- | ------------ | ----------- | --------------- |
| ۲۰۱۹ | دث استرندینگ | ماما، لاکنی | همچنین ضبط حرکت |